# BSV Velbert
Der BSV Velbert 1948 e.V. (Billard-Sport-Verein Velbert) ist ein Sportverein aus dem nordrheinischen Velbert im Bergischen Land. Die Vereinsfarben sind Blau und Weiß. Die erste Herrenmannschaft im Dreiband wurde 2022 zum dritten Male nach 2007 und 2009 deutscher Pokalsieger und spielt aktuell in der 1. Bundesliga. Vereinsvorsitzender und Mannschaftsführer des Bundesliga-Teams ist Werner Klingberg.

## Geschichte
Am 1. April 1947 gründete sich der Verein unter dem Namen „Velberter Billardklub (BK) Weiß-Rot-Weiß“ im „Café Körber“ auf der Wallstraße 22 in Velbert/Niederberg. Die Gründungsmitglieder waren Reinhold Becker (1. Vorsitzender), Willi Gerdesmann, Wilhelm Hagenbeck, Wilhelm Körber, Wilhelm Ortmann, und Wilhelm Meyer.
Von 1949 bis 1960 war Wilhelm Ortmann 1. Vorsitzender des Vereins. Während dieser Zeit trat der Verein aus dem Dachverband aus und schloss sich in der Saison 1960/61 dem KKV Essen als Mitglied an. Ebenfalls 1960 übernahm Wilhelm Ortmanns Sohn Rolf dessen Position, er war es auch, der dem Verein seinen heutigen Namen gab.
Der erst 17-jährige Heinz Karrenberg übernahm 1965 den Vorsitz und behielt diesen bis zum Jahr 1971. Während dieser Zeit wechselte der Verein zweimal seine Spielstätte, zuerst in die Gaststätte „Hugo Großmann“, dann ins „Café Langensiepen“. Um einem erneuten Wechsel der Spielstätte vorzubeugen, wurde 1975 beschlossen, ein eigenes Vereinsheim zu beziehen. Ermöglicht wurde dies durch das Mitglied Thea Jüngst, die dem Verein in der Wallstraße 20 Räumlichkeiten zur Verfügung stellte.
Nachdem Rolf Ortmann 1975 den Vorsitz erneut übernommen hatte, gab er diese Position 1986 an Heinz Karrenberg weiter.
Thea Jüngst benötigte nun die von ihr zur Verfügung gestellten Räumlichkeiten selbst für ihre eigene Firma und der Verein erwog, ein eigenes Vereinsheim zu bauen, was 1994 in die Tat umgesetzt wurde und bis heute die letzte und aktuelle Spielstätte geblieben ist.
Insgesamt konnte der BSV Velbert bis dato rund 400 Titel erringen. Erfolgreichster Spieler war Thomas Wildförster mit 84 Titeln (67 Einzel- und 17 Mannschaftstitel), gefolgt von Arno Figge (23/15), Torsten Anders (23/10), Freddy Barlog (14/18) und Volker Simanowski (20/11).
Am 12. Dezember 2012 gab der Verein bekannt, dass Eddy Merckx, Weltmeister von 2006 und 2012, ab der Saison 2013/14 für den Verein in der ersten Bundesliga spielen wird.
Am 9. Januar 2014 verstarb der Ehrenpräsident des Vereins, Rolf Ortmann, im Alter von 82 Jahren. Ortmann war seit der Gründung des Vereins Mitglied und seit 1960 Vorsitzender.

## Spielstätte
Die Spielstätte liegt direkt am Stadion des SC Velbert, am Buschberg 11 und fasst 300 Zuschauer. Es stehen fünf Matchbillards, vier Turnierbillards sowie zwei 9-Fuß-Pooltische zur Verfügung.

## Pokalgeschichte
Der Verein gewann 2009 in der Besetzung Henk Habraken, Torsten Anders, Jens Eggers, Volker Simanowski und Sven Gester die Deutsche Pokalmannschaftsmeisterschaft und qualifizierte sich somit für den im April 2010 ausgetragenen Europapokalwettbewerb. Der BSV Velbert richtete die Europapokal-Vorrunde 2010 aus, sie fand vom 16. bis 18. April 2010 statt.

## Bundesligakader 2022/23
- Eddy Merckx (Belgien)
- Barry van Beers (Niederlande)
- Raymund Swertz (Niederlande)
- Ismail Yasin (Türkei)
- Jean-Paul de Bruijn (Niederlande)
- Torsten Anders (ehemaliger Inhaber des deutschen Rekords im Dreiband (40 Ball in 11 Aufnahmen))
- Tom Löwe
- Volker Simanowski
- Philipp Leu

## Damen
Michaela Esser wurde Deutsche Meisterin im Dreiband im Jahr 2007, Vizemeisterin 2008 und 2009. Sie wechselte 2010 nach Düsseldorf.

## Mannschaften
Sieben Mannschaften treten in den unterschiedlichsten Disziplinen und Wettbewerben auf Kreis-, Landes-, Bundes- und Europaebene an.

## Erfolge
- Deutscher Meister: 1982–1985, 1987
- Deutsche Pokalmannschaftsmeisterschaft/Teampokal Dreiband: 2007, 2009, 2022[1]